# Winston Reid
Winston Reid (Auckland, 3 de junho de 1988) é um ex-futebolista neozelandês, que atuava como zagueiro. Ele possui dupla nacionalidade, sendo também dinamarquês.

## Carreira
Winston Reid começou a carreira na Dinamarca, pelo Midtjylland, no ano de 2005. Após boas atuações na Copa do Mundo de 2010, foi contratado pelo West Ham, com vínculo de cinco anos. No clube inglês, alcançou a marca de 100 jogos, em 2014.

## Seleção nacional
Reid, é um dos principais nomes da seleção neozelandesa e entrou para a história do futebol neozelandês, ao fazer o gol que deu o primeiro ponto da Nova Zelândia, em Copas do Mundo.
Atualmente, é o capitão da seleção, após a aposentadoria do zagueiro, Ryan Nelsen.